# Ismeretterjesztő irodalom
Az ismeretterjesztő irodalom olyan irodalom, amely a tudományos ismeretek közérthető, általános formában való átadására törekszik. A tágabb jelentésű ismeretközlő irodalom keretébe tartozik (ide soroljuk még a szakirodalmat, életrajzot, naplót, levelet stb.) Az ismeretterjesztő irodalom olykor nehezen határolható el a szakirodalomtól.
Az ismeretterjesztő művek abban különböznek a szépirodalmi művektől, hogy nem művészi célból készülnek. Ennek ellenére számos ismeretterjesztő mű a szépirodalomba is sorolható, ha szerzőjük jellemzően szépírói eszközöket is felhasznál.

## Az ismeretterjesztő irodalom magyarországi története
A szakszerű kutatás kibontakozásával egyidejűleg indult meg először a nemesi olvasóközönségnek szánt tudományos ismeretterjesztő irodalom fejlődése. Művelői éppúgy az egyházi értelmiség képviselői, mint a szaktudósok: az írók mindkét esetben a tudomány és a hit, illetve a rendiség és a kormányzat szempontjait egyeztetve jártak el.
A tudomány-népszerűsítő művek szerzői, hogy írásaikat tetszetőssé, olvasmányossá tegyék, a szerkesztésben szépirodalmias eszközöket használtak, a nyelvi megformálásban az igényes műpróza mellett a verset is alkalmazták, az anyag megválasztásában pedig különös előszeretettel viseltettek a furcsaságok, kuriózumok, távoli földrészek érdekességei iránt. A könyvek nyelve a szépirodalom általános helyzetét tükrözve vegyesen latin és magyar volt.

## Ismeretterjesztő irodalom – szakirodalom
Az ismeretterjesztő irodalmat gyakran nevezik szakirodalomnak is, ez ellen azonban a szakirodalmat írók gyakran tiltakoznak, kikérvén maguknak, hogy az ismeretterjesztő irodalom márpedig nem szakirodalom.
A kétféle irodalmi terület a tárgyalás szakmai szintje (szakfogalmak, szakmai nyelvezet alkalmazásának mértéke) szerint határolható el:
- ismeretterjesztő irodalom: közérthető szintű művek.[1]
- szakirodalom: tudományos, illetve szakmai szintű művek (megértésükhöz megfelelő előismeretek szükségesek)

Ebből következően az ismeretterjesztő irodalomba tartozó könyvek a nagyközönség számára, nagyobb példányszámmal kerülnek forgalomba – míg a szakkönyvek a szűk szakma művelőinek készülnek elsősorban, kisebb példányszámmal.
Az angol non-fiction kifejezés bővebb az ismeretterjesztő irodalomnál, mivel a szakirodalmat is magában foglalja.

## Az ismeretterjesztő irodalomműfajai
- Album
- Almanach
- Arcképcsarnok
- Atlasz (térképgyűjtemény)
- Bibliográfia
- Életrajz, azon belül: Önéletrajz
- Emlékbeszéd
- Emlékirat
- Emlékkönyv
- Esettanulmány
- Építészeti topográfia (inventárium)
- Díszmű
- Egyetemi jegyzet
- Értekezés (disszertáció, tézis, értekezés)
- Esszé
- Évkönyv
- Fondjegyzék
- Irodalmi topográfia
- Irodalmi értesítő
- Iskolai értesítő
- Kiállítási forgatókönyv
- Kiállítási katalógus
- Kiállítási képanyag
- Kotta
- Kritika
- Krónika
- Különlenyomat (különnyomat)
- Levél
- Monográfia (tanulmány)
- Mutatvány-füzet[2] (ügynöki minta kötet)[3]
- Művészeti topográfia
- Napirendi jegyzék
- Napló
- Népszerű–ismeretterjesztő munka
- Oklevél
- Receptkönyv
- Receptfüzet[4]
- Régészeti topográfia
- Regeszta
- Repertórium
- Szabálykönyv
- Szinopszis
- Szövegkönyv
- Tankönyv
- Tanulmány
- Tématerv(ezet)
- (Tudományos) újságcikk
- Urbárium
- Útikönyv
- Zsebkönyv

- Adattárak, azon belül: Fajtajegyzék, Helységnévtár (azon belül: Településtár), Kronológia, Archontológia (tisztségviselőlisták), Táblázatgyűjtemény, Ábragyűjtemény, Fondjegyzék (és állagjegyzék), Függvénytáblázat
- Kézikönyvek, azon belül:
  - Szótár
    - általános szótár
    - szakszótár

  - Enciklopédia – eredetileg tematikus cikkekből álló tudományos gyűjtemények (napjainkban a lexikonnal felcserélve használják)
  - Lexikon – eredetileg ABC-rendes (szótárszerű) cikkekből álló gyűjtemények (napjainkban az enciklopédiával felcserélve használják)
    - általános lexikon
    - szaklexikon
- Szöveggyűjtemény, azon belül Emlékbeszédgyűjtemény,[5] Forrásközlés, Konferenciakötet (előadássorozat, szimpóziumkötet), Köszöntő könyv (németül Festschrift), Oklevélgyűjtemény, Tanulmánygyűjtemény, Törvénygyűjtemény

A fentiek mind nyomtatásban megjelent, sokszorosított könyvek, mind kiadatlan (kézzel írt és nyomtatott) kéziratok lehetnek.

## Külső hivatkozások
- Nonfiction Readers Anonymous: Nonfiction Book Reviews
- https://kmvon.org/hu/Publicisztikai-mufajok/tartalom/156/